# Condecoracions d'Espanya

## Els Ordes Militars

### Ordes dissoltes
- Orde de Sant Llàtzer de Jerusalem (1099)
- Confraria de Belchite (1122)
- Orde de San Jordi d'Alfama (1122)
- Orde Militar de Monreal (1124)
- Orde de l'Atxa (1149)
- Orde de Santa Maria de Montegaudio (1180)
- Orde de la Mercè (1212)
- Orde dels Germans Hospitalaris de Burgos (1212)
- Orde de Santa Maria d'Espanya (1270)
- Orde de l'Escama (1313)
- Orde de la Banda (1330)
- Orde del Colom (1379)
- Orde de la Raó (1385)
- Orde de la Terrassa (1403)[1]

### Ordes vigents
- Orde de Calatrava (1158)
- Orde de Sant Jaume (1170)
- Orde d'Alcántara (1176)
- Orde de Montesa (1317)
- Orde de Sant Joan de Jerusalem
- Orde del Sant Sepulcre de Jerusalem

## Orde Dinàstica
- Orde del Toisó d'Or[2][3]

## Condecoracions militars
- Orde Reial i Militar de Sant Ferran
- Medalla Militar
- Creu de Guerra
- Medalla de l'Exèrcit
- Medalla Naval
- Medalla Aèria
- Creus del Mèrit Militar
- Creus del Mèrit Naval
- Creus del Mèrit Aeronàutic
- Reial i Militar Orde de Sant Hermenegild[4]
- Creu a la Constància en el Servei
- Creu Fidélitas
- Medalla de Campanya

### Altres distincions militars
- Citació com a Distingit
- Menció Honorífica

### Condecoracions per missions internacionals
- Medalla al Servei de la Política Europea de Seguretat i Defensa
- Medalla de les Nacions Unides - UNAVEM I
- Medalla de les Nacions Unides - UNTAG
- Medalla de les Nacions Unides - ONUCA
- Medalla de les Nacions Unides - ONUSAL
- Medalla de les Nacions Unides - UNPROFOR
- Medalla de les Nacions Unides - ONUMOZ
- Medalla de les Nacions Unides - UNMIH
- Medalla de les Nacions Unides - UNAMIR
- Medalla de les Nacions Unides - MINUGUA
- Medalla de les Nacions Unides - UNMIBH
- Medalla de les Nacions Unides - UNMIK
- Medalla de les Nacions Unides - UNAMET
- Medalla de les Nacions Unides -MONUK
- Medalla de les Nacions Unides - UNMEE
- Medalla de les Nacions Unides - UNMIL
- Medalla de les Nacions Unides – ONUB
- Medalla de les Nacions Unides - MINUSTAH
- Medalla de les Nacions Unides – UNMIS
- Medalla de les Nacions Unides - UNIFIL
- Medalla de les Nacions Unides - UNMIT
- Medalla de les Nacions Unides - MINURCAT
- Medalla del Servei Especial de les Nacions Unides
- Medalla de les Nacions Unides pel Servei a la seu a Nova York
- Medalla de l'OTAN per l'antiga Iugoslàvia
- Medalla de l'OTAN pels Balcans
- Medalla de l'OTAN per "Eagle Assist"
- Medalla de l'OTAN pels Serveis Distingits
- Medalla de l'OTAN per ISAF (Afganistan)

## Condecoracions civils

### General
- Reial i Distingit Orde Espanyol de Carles III
- Reial Orde d'Isabel la Catòlica
- Orde del Mèrit Civil

### Política i Justícia
- Orde de Sant Ramon de Penyafort[5][6]
- Orde del Mèrit Constitucional
- Orde de Cisneros[7]
- Orde de Reconeixement Civil a les Víctimes del Terrorisme[8]
- Medalla d'Or del Senat
- Medalla d'Or del Congrés dels Diputats

### Cultura i Societat
- Orde Civil d'Alfons X el Savi
- Orde de les Arts i les Lletres d'Espanya
- Reial Orde del Mèrit Esportiu
- Medalla al Mèrit en la Investigació i en l'Educació Universitària
- Medalla al Mèrit de la Radioafició
- Medalla al Mèrit Filatèlic
- Medalla al Mèrit a les Belles Arts

### Afers socials
- Orde Civil de la Solidaritat Social[9]
- Orde Civil de Sanitat[10]
- Orde al Mèrit del Pla Nacional sobre Drogues[11]
- Orde Civil del Mèrit Mediambiental
- Medalla al Mèrit Social Penitenciari
- Medalla d'Honor de l'Emigració
- Medalla a la Promoció dels Valors d'Igualtat
- Medalla de la Seguretat Social[12]
- Distincions de la Creu Roja Espanyola
- Medalla de Donant de Sang

### Seguretat
- Orde del Mèrit del Cos de la Guàrdia Civil
- Orde del Mèrit Policial
- Medalla al Mèrit de la Protecció Civil
- Medalla al Mèrit de la Seguretat Viària
- Medalla al Mèrit Penitenciari[13]
- Condecoració a la Dedicació al Servei Policial

### Socioeconomia
- Orde Civil del Mèrit de Telecomunicacions i de la Societat de la Informació
- Orde Civil del Mèrit Postal
- Orde del Mèrit Agrari, Pesquer i Alimentari
- Medalla al Mèrit Turístic
- Medalla al Mèrit del Transport Terrestre
- Medalla al Mèrit de la Marina Mercant
- Medalla al Mèrit al Treball
- Medalla al Mèrit en el Segur
- Medalla al Mèrit en el Comerç

### Comunitats autònomes
- Medalla d'Andalusia
- Medalla de les Corts d'Aragó[14]
- Medalla d'Astúries
- Medalla d'Or de les Illes Balears
- Medalla de Canàries
- Medalla del Parlament de Cantàbria
- Medalla d'Extremadura
- Medalla d'Or de Castella-la Manxa
- Medalla al Mèrit Esportiu a Castella-la Manxa
- Medalla al Mèrit Sanitari a Castella-la Manxa
- Medalla al Mèrit en la Iniciativa Social de Castella-la Manxa
- Medalla de Castella i Lleó
- Medalla al Mèrit Professional de Castella i Lleó
- Medalla de les Corts de Castella i Lleó
- Medalla al Mèrit Parlamentari (Castella i Lleó)
- Medalla de Galícia
- Medalla Castelao (Galícia)
- Orde del Dos de Maig (Comunitat de Madrid)
- Medalla de la Comunitat de Madrid
- Medalla de la Regió de Múrcia
- Medalla d'Or de Navarra
- Cruz de Carles III El Noble (Navarra)
- Cruz de l'Arbre de Guernika
- Distinció «Lan Onari» (País Vasco)
- Distinció «Lagun Onari» (País Vasco)
- Medalla de La Rioja
- Distincions de la Generalitat Valenciana
- Orde de Jaume I el Conqueridor (Comunitat Valenciana)

Catalunya
- Medalla d'Or de la Generalitat de Catalunya
- Premi "Creu de Sant Jordi"

Ciutats Autònomes
- Medalla de la Autonomía de Ceuta
- Medalla de la Ciudad Autónoma de Melilla

### Altres
- Orde de les Dames Nobles de Maria Lluïsa
- (I època)  (II època) Medalla Plus Ultra
- Medalla al Mèrit a l'Estalvi

## Ordes, condecoracions i medalles abolides
- Reial i Militar Orde d'Espanya (1809-1812)
- Medalla de Patiments per la Pàtria (1814-1989)
- Creu d'Epidèmies (1838-1910)
- Orde Civil de la Beneficència (1866-1988)
- Orde Civil de Maria Victòria (1871-1873)
- Reial i Militar Orde de Maria Cristina (1889-1931)
- Reial i Militar Orde Naval de Maria Cristina (1891-1931)
- Orde d'Alfons XII (1902-1931)
- Orde de la República Espanyola (1932-1939)
- Orde Civil d'Àfrica (1933-1939/1950-1977)
- Medalla de la Campanya (1936-1939)  (1936-1939)
- Placa Llorejada de Madrid (1937-1939)
- Orde Imperial del Jou i les Fletxes (1937-1976)
- Medalla del Mutilat (1938-1989)[15]
- Medalla de la Divisió de Voluntaris de la Campanya de Rússia (1943)
- Medalla Commemorativa de la Divisió Blava (1944)
- Medalla del Sàhara (1977)
- Medalla de Servei de la Unió Europea Occidental (1994-2011)